# Andrea Wolf (Schauspielerin)
Andrea Wolf (* 1958 in Mosbach) ist eine deutsche Schauspielerin, Hörspielsprecherin und Malerin.

## Leben
Nach dem Abitur 1978 nahm Andrea Wolf im selben Jahr ein Studium der Germanistik, der Theater- und der Sprechwissenschaft an der Münchner Ludwig-Maximilians-Universität auf. Noch während des Studiums, das bis 1981 dauerte, begann sie 1980 eine dreijährige schauspielerische Ausbildung an der Otto-Falckenberg-Schule. Ihr erstes Festengagement hatte Wolf in der Spielzeit 1982/83 an den Münchner Kammerspielen, es folgten weitere am Staatstheater Oldenburg, am Stadttheater Hildesheim, am Landestheater Linz und am Staatstheater Saarbrücken. Seit 1999 ist Andrea Wolf freischaffend tätig und war seitdem Gast an weiteren deutschen Bühnen wie dem Frankfurter Fritz Rémond Theater, dem Theater Koblenz, den Komödien in Frankfurt und Düsseldorf, dem Theater Hagen und in Österreich am Vorarlberger Landestheater in Bregenz. Wiederholt trat sie auch bei den Festspielen in Bad Hersfeld und Jagsthausen auf.
Wolf spielte bis heute sowohl klassische als auch moderne Rollen. Sie war die Eve im Zerbrochnen Krug von Heinrich von Kleist, das Gretchen im Faust und Desdemona in Othello von William Shakespeare. In Bertolt Brechts Dreigroschenoper war sie 1995 die Jenny, 2009 dann Mrs. Peachum. Im Jedermann von Hugo von Hofmannsthal verkörperte sie 2003 die Buhlschaft. In Jagsthausen spielte sie zwei Jahre hintereinander die Rolle der Adelheid im Götz von Berlichingen, dort war sie außerdem als Martha in Edward Albees Wer hat Angst vor Virginia Woolf? zu sehen. In dem Stück Meisterklasse von Terrence McNally verkörperte Wolf die Sängerin Maria Callas.
Ende der 1990er Jahre stand Andrea Wolf zum ersten Mal vor der Kamera. Es folgten überwiegend Gastauftritte in verschiedenen Serien wie Bella Block, SOKO Rhein-Main, Ein Fall für zwei oder Großstadtrevier. Mehrfach war sie auch im Tatort zu sehen.
Außerdem arbeitet Wolf als Hörspielsprecherin und präsentiert gemeinsam mit ihrem Kollegen Hartmut Volle (mit dem sie privat liiert ist) szenische Lesungen wie z. B. Love Letters von A. R. Gurney oder Geliebter Lügner, ein Briefwechsel zwischen Stella Campbell und George Bernard Shaw.
1999 und 2000 studierte Andrea Wolf darüber hinaus Malerei an der Frankfurter Johann Wolfgang Goethe-Universität bei Till Neu. Seit 2005 ist sie Mitglied einer Ateliergemeinschaft in Bad Nauheim und hatte bis heute mehrere Einzel- und Gemeinschaftsausstellungen. 2018 erhielt sie für ihr malerisches Werk den Ilse Hannes-Kunstpreis.
Andrea Wolf lebt in Frankfurt am Main.

## Filmografie
- 1996: Das verletzte Lächeln
- 1996: Tatort – Der Entscheider
- 1997: Die Rättin
- 2002: Bella Block: Im Namen der Ehre
- 2002: Die Rückkehr
- 2004: Die Kommissarin – Rollentausch
- 2005: Tatort – Am Abgrund
- 2005: Tatort – Rache-Engel
- 2006: Ein Fall für zwei – Todesangst
- 2007: Post Mortem – Beweise sind unsterblich – Amok
- 2007: SOKO Rhein-Main – Das Versprechen
- 2007: Tatort – Der Tote vom Straßenrand
- 2007: Ein Fall für zwei – Schmutzige Hände
- 2010: Am Ende der Liebe
- 2011: Ein Fall für zwei – Alles außer Liebe
- 2011: Großstadtrevier – Diebe in der Nacht
- 2011: Die Beobachtung (Kurzfilm)
- 2015: Ein Fall für zwei – Grüne Soße
- 2018–2019: Weingut Wader
- 2019: Der Staatsanwalt – Ein zweites Leben
- 2021: SOKO Stuttgart: Goldregen

## Hörspiele (Auswahl)
- 1995: An einem Freitag nicht eine Million Meilen vorbei – Autor: Richard Hayton – Regie: Stefan Dutt
- 1999: Das Fieber in der Stadt – Autorin: Assia Djebar – Regie: Annette Kurth
- 2004: Klang in Sicht – Ein Roadmovie durch die Welt der Geräusche – Autorin: Bettina Obrecht – Regie: Werner Cee
- 2005: Dead Man's Song – Autor: Ed McBain – Regie: Ulrich Lampen
- 2008: Hat's geschmeckt? – Autor und Regie: Jürgen Geers
- 2008: No Go Area – Autor: Friedemann Schulz – Regie: Ulrich Lampen
- 2009: Tauben im Gras – Autor: Wolfgang Koeppen – Regie: Leonhard Koppelmann
- 2010: Der alte Fritz – Autorin: Christiane Schütze – Regie: Maria Ohmer
- 2012: Unerwartete Ereignisse – Autor: Heinz von Cramer – Regie: Burkhard Schmid
- 2012: Oh Calimero! – Autorin: Judith Ruyters – Regie: Sven Stricker